# Jan Vennegoor of Hesselink
Jan Vennegoor of Hesselink (né le 7 novembre 1978 à Oldenzaal aux Pays-Bas) est un joueur néerlandais de football. Attaquant, il mesure 1,91 m et pèse 92 kg. 

## Biographie
Son premier match avec l'équipe nationale a eu lieu le 11 octobre 2000 contre le Portugal.
Le PSV Eindhoven a déboursé 8,5 millions d'euros pour l'acquérir en 2001 et l'a revendu en 2006 au Celtic Glasgow pour un montant de 4,9 millions d'euros.
Libre de tout contrat, il signe au mercato d'été 2009 pour deux ans à Hull City.
Le 30 août 2010, il résilie son contrat avec Hull City et signe en faveur du Rapid de Vienne pour deux saisons. Or, le 10 juin 2011 le contrat entre l'attaquant et le club viennois est dissous par accord mutuel.

## Palmarès
- Champion des Pays-Bas en 2003, en 2005 et en 2006 avec le PSV Eindhoven
- Champion d'Écosse en 2007 et en 2008 avec le Celtic Glasgow
- Vainqueur de la Coupe des Pays-Bas en 2001 avec le FC Twente et en 2005 avec le PSV Eindhoven
- Vainqueur de la Coupe d'Écosse en 2007 avec le Celtic Glasgow
- Vainqueur de la Coupe de la ligue d'Écosse en 2009 avec le  Celtic Glasgow

### EnÉquipe des Pays-Bas
- 27 sélections et 5 buts avec l'équipe des Pays-Bas entre 2000 et 2009

### Distinction Personnelle
- Membre de l'équipe-type de Scottish Premier League en 2008

## Nom
Son nom est le résultat du mariage au XVIIe siècle de deux familles néerlandaises, les Vennegoor et les Hesselink. À l'époque la coutume veut que les mariés prennent pour nom celui de la famille la plus riche. Étant toutes deux socialement égales, plutôt que de choisir un des noms, ils décideront de porter les deux. En néerlandais, « of » se traduit par « ou », son nom signifie donc « Vennegoor ou Hesselink ».